# تئودور (آلاباما)
تئودور (به انگلیسی: Theodore) شهرکی در شهرستان موبایل ایالت آلاباما است که مساحت آن ۲۰٫۷۱ کیلومترمربع است و در سرشماری سال ۲۰۱۰ میلادی، ۶٬۱۳۰ نفر جمعیت داشته و تراکم جمعیتی آن، ۲۹۵٫۹۹ در کیلومترمربع بوده است.